# Zé Marco
José Marco Nóbrega Ferreira de Melo (João Pessoa, 19 maart 1971), spelersnaam Zé Marco, is een voormalige Braziliaanse beachvolleyballer. Hij speelde tussen 1992 en 2001 meer dan negentig toernooien in de FIVB World Tour. Hij behaalde daarbij 26 toernooizeges en won driemaal het eindklassement. Zé Marco nam deel aan twee opeenvolgende Olympische Spelen en won met Ricardo Santos een zilveren medaille in 2000.

## Carrière

### 1992 tot en met 1997
Zé Marco maakte in 1992 zijn debuut in de World Tour met Dennys Parades Gomes. Het tweetal behaalde zowel in dat jaar als in 1993 een vijfde plaats in Rio de Janeiro. In 1994 werd Zé Marco met Paulo Emilio derde in Rio de Janeiro. Het seizoen daarop namen ze deel aan twee toernooien en behaalden ze een vijfde plaats in Fortaleza. Van 1995 tot en met 1997 vormde hij een team met Emanuel Rego. In het seizoen 1994/95 werd het duo nog tweede in Rio de Janeiro en het daaropvolgende seizoen eindigde het duo bij twaalf van de vijftien toernooien op het podium; er werden vijf overwinningen behaald (Marseille, Oostende, Tenerife, Bali en Kaapstad), vier tweede plaatsen (Clearwater, Espinho, La Baule en Rio de Janeiro) en drie derde plaatsen (Marbella, Berlijn en Hermosa Beach).
In 1996 boekten ze in twaalf toernooien vier overwinningen (Marbella, Pornichet, Lignano, Tenerife en Carolina) en behaalden ze een tweede plaats in Alanya en derde plaatsen in João Pessoa, Fortaleza en Durban. Ze sloten het seizoen daarmee af als winnaars van de World Tour. Bij de Olympische Spelen in Atlanta werden Zé Marco en Emanuel in de derde ronde uitgeschakeld door het Amerikaanse duo Mike Whitmarsh en Michael Dodd, waarna ze in de herkansingsronde van de Portugezen João Brenha en Miguel Maia verloren en als negende eindigden. Het daaropvolgende jaar werd het duo vijfmaal eerste (Rio de Janeiro, Berlijn, Klagenfurt, Oostende en Fortaleza), tweemaal tweede (Lignano en Marseille) en tweemaal derde (Alanya en Tenerife). Bij de eerste officiële wereldkampioenschappen beachvolleybal in Los Angeles eindigden Zé Marco en Emanuel als vijfde nadat ze in de kwartfinale verloren hadden van de Amerikanen Mike Withmarsh en Canyon Ceman. Desalniettemin won het tweetal opnieuw het eindklassement van de World Tour.

### 1998 tot en met 2001
Van 1998 tot en met 2000 vormde Zé Marco vervolgens een team met Ricardo Santos. Het eerste jaar namen ze deel aan twaalf toernooien, waarbij ze de overwinning behaalden in Rio de Janeiro en Marseille en podiumplaatsen in Berlijn (derde) en Oostende (tweede). In 1999 speelden ze twaalf reguliere World Tour-wedstrijden. Ze eindigden viermaal als eerste (Toronto, Berlijn, Tenerife en Vitória), driemaal als tweede (Moskou, Klagenfurt en Oostende) en driemaal als derde (Acapulco, Stavanger en Espinho). Bij de WK in Marseille kwamen ze niet verder dan de zeventiende plaats nadat ze in de tweede herkansingsronde werden uitgeschakeld door het Italiaanse duo Maurizio Pimponi en Andrea Raffaelli.
In 2000 deden Zé Marco en Ricardo mee aan veertien FIVB-toernooien waarbij ze vijfmaal eerste werden (Macau, Stavanger, Lignano, Marseille en Espinho). Daarnaast eindigde het tweetal drie keer op de tweede plaats (Mar del Plata, Chicago en Klagenfurt) en wist het de eindzege in de World Tour te behalen. Bij de Olympische Spelen in Sydney wonnen ze bovendien de zilveren medaille na de finale van het Amerikaanse duo Dain Blanton en Eric Fonoimoana verloren te hebben. In 2001 speelde Zé Marco samen met Rogério Ferreira. Het duo nam deel aan acht reguliere toernooien in de World Tour met als beste resultaat een derde plaats in Stavanger. Bij de WK in Klagenfurt bereikten ze de achtste finale waar ze werden uitgeschakeld door hun landgenoten Ricardo Santos en José Loiola. In december dat jaar speelde Zé Marco in Vitória zijn laatste wedstrijd in de World Tour.

## Palmares
Kampioenschappen
- 1996: 9e OS
- 1997: 5e WK
- 2000:  OS
- 2001: 9e WK

FIVB World Tour
- 1994:  Rio de Janeiro Open
- 1995:  Rio de Janeiro Open
- 1995:  Marbella Open
- 1995:  Clearwater Open
- 1995:  Marseille Open
- 1995:  Berlijn Open
- 1995:  Hermosa Open
- 1995:  Espinho Open
- 1995:  Oostende Open
- 1995:  La Baule Open
- 1995:  Tenerife Open
- 1995:  Bali Open
- 1995:  Kaapstad Open
- 1996:  Rio de Janeiro Open
- 1996:  World Series Marbella
- 1996:  World Series João Pessoa

- 1996:  World Series Alanya
- 1996:  Grand Slam Pornichet
- 1996:  World Series Lignano
- 1996:  World Series Tenerife
- 1996:  World Series Carolina
- 1996:  World Series Fortaleza
- 1996:  World Series Durban
- 1996:  FIVB World Tour
- 1997:  Grand Slam Rio de Janeiro
- 1997:  Berlijn Open
- 1997:  Lignano Open
- 1997:  Marseille Open
- 1997:  Klagenfurt Open
- 1997:  Oostende Open
- 1997:  Alanya Open
- 1997:  Tenerife Open
- 1997:  Fortaleza Open
- 1997:  FIVB World Tour
- 1998:  Rio de Janeiro Open
- 1998:  Berlijn Open
- 1998:  Marseille Open

- 1998:  Oostende Open
- 1999:  Acapulco Open
- 1999:  Toronto Open
- 1999:  Moskou Open
- 1999:  Berlijn Open
- 1999:  Stavanger Open
- 1999:  Klagenfurt Open
- 1999:  Espinho Open
- 1999:  Oostende Open
- 1999:  Tenerife Open
- 1999:  Vitória Open
- 2000:  Mar del Plata Open
- 2000:  Macau Open
- 2000:  Grand Slam Chicago
- 2000:  Stavanger Open
- 2000:  Lignano Open
- 2000:  Marseille Open
- 2000:  Espinho Open
- 2000:  Klagenfurt Open
- 2000:  FIVB World Tour
- 2001:  Stavanger Open